# Petr Rezek (zpěvák)
Petr Rezek (* 26. prosince 1942 Praha) je český zpěvák, kytarista, hudební skladatel, textař, moderátor, hudební redaktor, je také autorem dvou rozhlasových her.

## Život
Absolvent strojnické průmyslovky získal své hudební vzdělání na lidové škole umění a díky soukromému studiu komponování na konzervatoři u Milana Jíry.
Začínal jako doprovodný kytarista v polovině 60. let 20. století ve skupinách Karkulka a později i ve skupině Juventus, kde působil společně s Karlem Černochem. Odtud se pak datují počátky jeho autorské činnosti jakož i první pěvecké pokusy.
Odtud pak přešel do skupiny Františka Ringo Čecha Shut Up. Odtud pak přešel do skupiny Zdeňka Merty Kardinálové, kde zpíval společně se zpěvačkou Petrou Černockou.
Od roku 1976 se datuje jeho působení ve skupině Karla Vágnera a velmi známé období jeho pěvecké dráhy, totiž spolupráce se zpěvačkou Hanou Zagorovou.
Od roku 1981 do roku 1989 pak vystupoval se svojí vlastní skupinou Centrum. V devadesátých létech se věnoval komponování scénické hudby, od roku 1999 opět vystupuje s obnovenou skupinou Centrum  a skupinou Miloše Nopa se zpěvačkou Hanou Zagorovou.

## Nejznámější písně
- Nejkrásnější déšť (Ciągle pada z roku 1974, hudba Seweryn Krajewski (Czerwone Gitary), český text Pavel Žák)
- Modrá zem (Everybody's Talkin' z roku 1966, autor Fred Neil, píseň v interpretaci Harryho Nilssona se stala hitem v roce 1969)
- S písní lesů, vod a strání (hudba Zdeněk Merta, text Jaroslav D. Navrátil)
- Duhová víla (duet s Hanou Zagorovou; hudba Karel Vágner, text Pavel Žák)
- Ta pusa je tvá (duet s Hanou Zagorovou; Stamblin` In hudba Nicky Chinn, český text Pavel Žák)
- Přátelství (autor textu i hudby Pavel Žák[3])
- Kino Gloria (hudba Vítězslav Hádl, text Michael Prostějovský)

## Výběr z diskografie

### Gramofonové desky
- 1973: S písní svou přicházím/Přátelství - Supraphon 0 43 1565 h, SP [4]
- 1974: Ó mámo/Malostranská svatební - Panton 04 0515, SP
- 1977: Podél cest - Panton 11 0655, LP
- 1978: Píseň labutí/Dotazník - Hana Zagorová a Petr Rezek - Supraphon 1 43 2182, SP
- 1979: Jsi/Život je film - Supraphon 1143 2255, SP
- 1981: Obyčejnej kluk - Supraphon 1113 2906 H, LP
- 1983: Modrá zem - Supraphon, LP
- 1984: Tulák po hvězdách - Supraphon, LP

### CD
- 1999: Prší krásně - Největší hity - Bonton
- 2004: Kdysi dávno jsem chtěl lítat - Multisonic EAN 741941060127
- Modrá zem (reedice LP)
- 2008: Pop galerie - Supraphon SU 5782-2 EAN 0 99925 57822 0 [5]
- 2021: Podél cest 2020 - Multisonic EAN 741941092029

#### Kompilace
- 1974: 10 / 45, '74 - Supraphon 1 93 0403, LP - 03. Modrá zem
- 1983: Přátelská setkání 3 - Karel Vágner se svým orchestrem - Supraphon 1113 3420 ZA, LP - 08. Duhová víla - Hana Zagorová a Petr Rezek